# Aphelinoidea bischoffi
Aphelinoidea bischoffi is een vliesvleugelig insect uit de familie Trichogrammatidae. De wetenschappelijke naam is voor het eerst geldig gepubliceerd in 1946 door Novicky.